# Sing Like Me
Sing Like Me ist ein Lied des US-amerikanischen Musikers Chris Brown. Es wurde am 24. November 2009, zeitgleich mit der zweiten Singleauskopplung „Crawl“, als Promo-Tonträger aus Browns drittem Studioalbum Graffiti veröffentlicht, welches im Dezember erschien. Es erreichte abseits der Hot R&B/Hip-Hop Songs der USA keine Chartplatzierung.

## Hintergrund
Der Titel wurde von Chris Brown, Big Makk, Keith Thomas, Lorenza „Big Lo“ Lennon und Atozzio Towns geschrieben, wobei einige von ihnen auch als Produzenten fungierten (Big Makk, Keith Thomas, Big Lo). Aufgenommen wurde es in The Compound, einem Tonstudio in Orlando, Florida. Abgemischt wurde es unter der Leitung von Tony Maserati in The Record Plant, einem Studio in Los Angeles. Das Cover des Liedes orientiert sich optisch an dem des Albums und entspricht dem Retrostil. Während der Hintergrund blau gehalten ist, ist Brown mit Ausnahme eines roten Cardigans gänzlich in schwarz gekleidet.

## Komposition
„Sing Like Me“ ist eine Slow Jam, Pop- und R&B-Ballade. Sie beinhaltet 808-Drum-Beats, zudem wären asiatische Einflüsse festzustellen. Sarah MacRory von Billboard verglich das Lied mit R. Kellys „Feelin’ On Yo Booty“ aus dem Jahr 2001. Textlich geht es in dem Titel um das Verlassen eines Nachtclubes mit einigen Mädchen, von denen Brown keine genug mag, um sie zu heiraten. Der Autor einer Rezension für Yahoo! Music schrieb, dass Brown mithilfe des Textes „mit Mädchen prahlt, die nicht genug von ihm bekommen können“.

## Erfolg

### Rezeption
In einer Rezension für die Website That Grape Juice nannte man das Lied „lächerlicherweise einprägsam“ und würdigte die Feinheit, mit der Brown den Text singe. Diese Technik verglich der Rezensent mit jener von Janet Jackson. Die Associated Press wertete den Titel als „übermütig, aber verlockend“. Ein anderer Rezensent nannte das Lied wie auch den Song „Crawl“, „starke Lieder“. Sarah Rodman, die eine Review für die Tageszeitung Boston Globe verfasste, war nicht von dem Titel überzeugt und bezeichnete ihn als „ekelhaft“. Dabei zog sie einen Vergleich zu dem „Sex-Zeug und den Prahlereien“ von R. Kelly. Melinda Newman bemängelte einen Mangel an Kreativität, während ein anderer Autor feststellte, dass das Lied „nicht besonders Außergewöhnliches“ besitze.

### Kommerzieller Erfolg
Das Lied erreichte abseits der Hot R&B/Hip-Hop Songs der USA keine Chartplatzierung. Dort stieg es auf Platz 96 ein. In der darauffolgenden Woche erreichte es Rang 84, bevor es anschließend wieder aus der Hitliste herausfiel.

## Mitwirkende Personen
Quelle: Album-Booklet
- Big Makk – Songwriting, Produktion
- Chris Brown – Gesang, Songwriting
- Lorenza "Big Lo" Lennon – Songwriting, Produktion
- Tony Maserati – Abmischung
- Brian Springer – Aufnahme
- Keith Thomas – Songwriting, Produktion
- Atozzio Towns – Songwriting